# فيليبيرت سميلينكس
فيليبيرت سميلينكس (17 يناير 1911 - 8 أبريل 1977) لاعب كرة قدم بلجيكي راحل كان يجيد اللعب في خط الدفاع.
لعب طوال مسيرته الرياضية في نادي يونيون سان غال (1928-1938).
مثل منتخب بلجيكا في 19 مباراة (1933-1938). شارك مع منتخب بلجيكا في بطولة كأس العالم 1934 في إيطاليا حيث خرج من الدور الثمن النهائي وفي بطولة كأس العالم 1938 في فرنسا حيث خرج من الدور الثمن النهائي أيضا.

## وصلات خارجية
- فيليبيرت سميلينكس على موقع الاتحاد الدولي (مؤرشف)  (الإنجليزية)
- فيليبيرت سميلينكس على موقع الاتحاد البلجيكي (الإنجليزية)
- فيليبيرت سميلينكس على موقع قاعدة بيانات كرة القدم.إي يو (الإنجليزية)
- فيليبيرت سميلينكس على موقع ناشيونال فوتبول تيمز (الإنجليزية)
- فيليبيرت سميلينكس على موقع Soccerway.com (الإنجليزية)
- فيليبيرت سميلينكس على موقع عالم كرة القدم.نت (الإنجليزية)

- سيرة ذاتية